# Наташа, Пьер и Большая комета 1812 года
«Ната́ша, Пьер и Больша́я коме́та 1812 го́да» (англ. Natasha, Pierre & The Great Comet of 1812) — американский мюзикл в ключе электропоп-оперы на либретто, музыку и стихи Дэйва Маллоя. Основан на пятой части второго тома романа «Война и мир» Льва Толстого, где уделяется особое внимание растущему отчаянию Пьера и взаимоотношениям между Наташей и Анатолем. Мировая премьера мюзикла состоялась в Офф-Бродвейском театре «Арс Нова» в 2012 году.

## Сюжет

### Акт I
Мюзикл начинается в 1812 году, Москва, Россия, с представления героев («Prologue»). Затем зрители знакомятся с Пьером Безуховым, депрессивным мужчиной в несчастном браке («Pierre»). Он хороший друг Андрея Болконского, который ушёл на войну. Андрей недавно был помолвлен с Наташей Ростовой. Наташа и её кузина, Соня Ростова, приезжают в Москву чтобы навестить крёстную мать Наташи, Марью Дмитриевну, и ждут возвращения Андрея («Moscow»). Наташа собирается навестить свою будущую золовку, сестру Андрея, одинокую Марью Болконскую и её отца, старого князя Болконского («The Private and Intimate Life of the House»). Однако их встреча заканчивается ужасно, ведь Наташа считает Марью холодной, Марья считает Наташу наивной, а Болконский даёт понять, что Наташе не рады в этом доме («Natasha & Bolkonskys»). Наташа уходит, очень скучая по Андрею («No One Else»).
Вечером Наташа идёт на оперу с Соней и Марьей. Наташа встречает печально известного Анатоля Курагина («The Opera»). Анатоль приходит к Наташе в её ложе и вызывает у неё чувства, которые появились впервые («Natasha & Anatole»).
После оперы Анатоль приезжает домой и едет выпивать со своим другом Долоховым и Пьером. Они встречаются с Элен Безуховой, неверной женой Пьера и бесстыдной сестрой Анатоля. Анатоль влюблён в Наташу, несмотря на то, что он женат. Элен флиртует с Долоховым, который издевается над Пьером, поднимая тост за «замужних женщин и любовников». Пьяный Пьер находит это оскорбительным и вызывает его на дуэль. Пьер случайно попадает в плечо Долохова, а Долохов чудом не попадает в Пьера. Перед тем как уйти, Анатоль просит Элен пригласить Наташу на вечерний бал и она соглашается. («The Duel»). Они оставляют Пьера одного. Он рефлексирует произошедшее и осознаёт, что несмотря на растраченное время жизни, он хочет жить дальше («Dust and Ashes»).
На следующее утро, когда Наташа собирается в церковь, она ощущает стыд за свои чувства к Анатолю после встречи на опере и сомневается, достойна ли она любви Андрея («Sunday Morning»). Этим же днём, Элен приходит к Наташе и приглашает её на бал. Наташа соглашается пойти («Charming»).
Этим вечером на балу Наташа встречает Анатоля и они танцуют. Анатоль всячески выражает свою любовь к Наташе, которая пытается сказать ему, что уже помолвлена. Игнорируя это, Анатоль целует Наташу, заставляя её влюбиться взаимно («The Ball»).

### Акт II
Пьер пишет письмо Андрею, где рассказывает о вычислениях имени Наполеона по Кабалле. Наташа тревожится из-за чувств и к Андрею, и к Анатолю. Анатоль пишет Наташе письмо, где предлагает ей сбежать с ним. Наташа соглашается («Letters»). Соня находит письма Наташи и Анатоля и узнаёт про их отношения. Она пытается объяснить Наташе своё недоверие к Анатолю, но Наташа злится и уходит. Она пишет княжне Марье письмо, где говорит, что не может быть женой Андрея («Sonya & Natasha»). В одиночестве Соня думает о любви к своей кузине и своём намерении спасти её, даже если она потеряет своего самого близкого друга («Sonya Alone»).
В этот вечер Анатоль и Долохов готовятся к похищению Наташи. Долохов пытается донести до Анатоля, что его решение глупо и имеет дурные последствия, однако же это безуспешно («Preparations»). Балага, троечный ямщик, собирается довезти их до дома Наташи («Balaga»). Анатоль устраивает прощальный пир с цыганами. Вместе с Балагой и Долоховым он едет к Наташе, но в последний момент их останавливает Марья («The Abduction»).
Марья ругает Наташу за то, что она разошлась с Андреем и полюбила Курагина, всё ещё веря, что он неженат. Наташа кричит на Марью и Соню, плачет и ждёт Анатоля у окна всю ночь («In My House»). Посреди ночи Марья связывается с Пьером и объясняет ему ситуацию. Тот говорит, что Анатоль уже женат. Марья просит Пьера взять всё в свои руки («A Call to Pierre»). Пьер в ярости ищет Анатоля в Москве, в то время как Марья пытается донести до Наташи, что у Анатоля есть жена. Пьер находит Курагина в доме Элен («Find Anatole»). Пьер заставляет Анатоля уехать из Москвы. Тот соглашается. В это время Наташа выпивает мышьяк («Pierre & Anatole»). Посреди ночи она будит Соню и говорит о содеянном. Наташа остаётся жива, но очень сильно болеет («Natasha Very Ill»).
На следующий день Андрей возвращается с войны и недоумевает от письма отказа, полученного от Наташи. Он спрашивает о нём Пьера. Пьер рассказывает ему про случившееся и просит принять проступок Наташи, но Андрей не может простить её. Он холодно говорит Пьеру, что не собирается просить её руки вновь («Pierre and Andrey»). Пьер навещает Наташу. Она сильно сожалеет о содеянном и просит Пьера передать Андрею мольбы простить её. Пьер уверяет её, что у неё впереди есть целая жизнь, однако она всё ещё чувствует себя виноватой. Пьер говорит, что «ежели я был не я, а красивейший, умнейший и лучший мужчина в мире и был бы свободен, я бы сию же минуту просил Вашей руки и Вашей любви». У Наташи и Пьера зарождаются взаимные чувства друг к другу («Pierre & Natasha»). После их встречи Пьер чувствует, что его душа расцвела. Он смотрит на падение Большой Кометы 1812 года («The Great Comet of 1812»).

## Актёрский состав
| Роль                                      | Бродвей         |
| ----------------------------------------- | --------------- |
| Пьер Безухов                              | Джош Гробан     |
| Наташа Ростова                            | Дэни Бентон     |
| Анатоль Курагин                           | Лукас Стил      |
| Соня Ростова                              | Бриттейн Эшфорд |
| Княжна Марья                              | Гелсей Бэлл     |
| Андрей Болконский/Старый князь Болконский | Николас Белтон  |
| Элен Курагина                             | Эмбер Грей      |
| Марья Дмитриевна                          | Грейс Маклин    |
| Фёдор Долохов                             | Ник Чокси       |
| Балага                                    | Пол Пинто       |

## Музыка

### Музыкальные партии
| Акт I - «Prologue» — Ансамбль - «Pierre» — Пьер, ансамбль - «Moscow» — Мария Д., Наташа, Соня - «The Private and Intimate Life of the House» — Болконский, Мари - «Natasha & Bolkonskys» — Наташа, Мари, Болконский - «No One Else» — Наташа - «The Opera» — Ансамбль - «Natasha & Anatole» — Наташа, Анатоль - «Natasha Lost» — Наташа - «The Duel» — Анатоль, Долохов, Пьер, Элен, ансамбль - «Dust and Ashes» — Пьер, Ансамбль - «Sunday Morning» — Наташа, Соня, Мария Д. - «Charming» — Элен - «The Ball» — Наташа, Анатоль | Акт II - «Letters» — Ансамбль - «Sonya & Natasha» — Соня, Наташа - «Sonya Alone» — Соня - «Preparations» — Анатоль, Долохов, Пьер - «Balaga» — Балага, Анатоль, Долохов, ансамбль - «The Abduction» — Ансамбль - «In My House» — Мария Д., Наташа, Соня - «A Call to Pierre» — Мария Д., Пьер - «Find Anatole» — Пьер, Анатоль, Элен, Наташа - «Pierre & Anatole» — Пьер, Анатоль - «Natasha Very Ill» — Соня - «Pierre & Andrey» — Пьер, Андрей - «Pierre & Natasha» — Пьер, Наташа - «The Great Comet of 1812» — Пьер, ансамбль |

### Саундтрек
Выход саундтрека CD состоялся 29 октября 2013 года сразу в двух изданиях: первое состоит из двух дисков и содержит все основные номера мюзикла, а во второй только один диск с некоторыми композициями. Записью и выпуском альбомов занималась компания «Ghostlight Records».
Диск первый:
| №   | Название                                     | Длительность |
| --- | -------------------------------------------- | ------------ |
| 1.  | «Prologue»                                   | 3:55         |
| 2.  | «Pierre»                                     | 4:14         |
| 3.  | «Moscow»                                     | 4:30         |
| 4.  | «The Private and Intimate Life of the House» | 6:22         |
| 5.  | «Natasha & Bolkonskys»                       | 4:13         |
| 6.  | «No One Else»                                | 4:23         |
| 7.  | «The Opera»                                  | 9:53         |
| 8.  | «Natasha & Anatole»                          | 4:52         |
| 9.  | «Natasha Lost»                               | 2:42         |
| 10. | «The Duel»                                   | 7:48         |
| 11. | «Sunday Morning»                             | 1:56         |
| 12. | «Charming»                                   | 4:40         |
| 13. | «The Ball»                                   | 5:49         |

Диск второй:
| №   | Название                  | Длительность |
| --- | ------------------------- | ------------ |
| 1.  | «Letters»                 | 6:31         |
| 2.  | «Sonya & Natasha»         | 4:28         |
| 3.  | «Sonya Alone»             | 4:08         |
| 4.  | «Preparations»            | 3:48         |
| 5.  | «Balaga»                  | 4:41         |
| 6.  | «The Abduction»           | 4:32         |
| 7.  | «In My House»             | 3:13         |
| 8.  | «A Call to Pierre»        | 2:14         |
| 9.  | «Find Anatole»            | 2:09         |
| 10. | «Pierre & Anatole»        | 3:54         |
| 11. | «Natasha Very Ill»        | 1:12         |
| 12. | «Pierre & Andrey»         | 3:00         |
| 13. | «Pierre & Natasha»        | 6:43         |
| 14. | «The Great Comet of 1812» | 5:11         |

## Постановки

### Стационарные
| Город (страна) | Компания | Театральная площадка                 | Дата открытия | Дата закрытия    | Кол-во спектаклей |
| -------------- | -------- | ------------------------------------ | ------------- | ---------------- | ----------------- |
| Нью-Йорк (США) | -        | «Арс Нова» (Офф-Бродвей)             | 16.10.2012    | 11.2012          | н.д.              |
| Нью-Йорк (США) | -        | «Kazino в Митпекинге» (Офф-Бродвей)  | 16.05.2013    | 08.2013          | н.д.              |
| Нью-Йорк (США) | -        | «Kazino в Таймс-сквер» (Офф-Бродвей) | 10.2013       | 02.03.2014       | н.д.              |
| Кито (Эквадор) | -        | «Зонт»                               | 09.2014       | показы завершены | н.д.              |
| Кембридж (США) | -        | «Американский репертуарный театр»    | 12.2015       | показы завершены | н.д.              |
| Нью-Йорк (США) | -        | «Империал» (Бродвей)                 | 14.11.2016    | показы завершены | н.д.              |

## Награды и номинации
| Год  | Премия                          | Категория                         | Номинант(ы)                  | Результат |
| ---- | ------------------------------- | --------------------------------- | ---------------------------- | --------- |
| 2013 | «Премия имени Ричарда Роджерса» | Музыкальный театр                 |                              | Победа    |
| 2013 | «Obie»                          | Лучший новый мюзикл               |                              | Победа    |
| 2013 | «Off-Broadway Alliance Awards»  | Лучший новый мюзикл               |                              | Победа    |
| 2014 | «Lucille Lortel Awards»         | Лучший мюзикл                     |                              | Номинация |
| 2014 | «Lucille Lortel Awards»         | Лучшая режиссура                  | Рэйчел Чавкин                | Номинация |
| 2014 | «Lucille Lortel Awards»         | Лучшая женская роль               | Филлипа Су за роль Наташи    | Номинация |
| 2014 | «Lucille Lortel Awards»         | Лучшая мужская роль второго плана | Блэйк ДеЛонг                 | Номинация |
| 2014 | «Lucille Lortel Awards»         | Лучшая мужская роль второго плана | Лукас Стил за роль Анатоля   | Победа    |
| 2014 | «Lucille Lortel Awards»         | Лучшая женская роль второго плана | Бриттейн Эшфорд за роль Сони | Номинация |
| 2014 | «Lucille Lortel Awards»         | Лучшая женская роль второго плана | Шаина Тауб за роль Мари      | Номинация |
| 2014 | «Lucille Lortel Awards»         | Лучший дизайн сцены               | Мими Лиен                    | Победа    |
| 2014 | «Lucille Lortel Awards»         | Лучший дизайн костюмов            | Палома Юнг                   | Победа    |
| 2014 | «Lucille Lortel Awards»         | Лучший свет                       | Джастин Таунсенд             | Номинация |
| 2014 | «Lucille Lortel Awards»         | Лучший звук                       | Мэтт Хабс                    | Номинация |